# جورج بيترسن
جورج بيترسن (بالإنجليزية: George Petersen)‏ هو سياسي أسترالي، ولد في 13 مايو 1921 في أستراليا، وتوفي في 28 مارس 2000 في نفس البلد. حزبياً، نشط في حزب العمال الأسترالي. وقد انتخب عضو الجمعية التشريعية نيو ساوث ويلز.